# 金鍾成
金 鍾成（キン・ジョンソン、1964年4月23日 - ）は、東京都出身の元サッカー選手、サッカー指導者。Jリーグ・カマタマーレ讃岐監督。在日朝鮮人。金 鐘成と表記されることもある。

## 来歴
東京朝鮮第二初中級学校、東京朝鮮中高級学校（高級部）、朝鮮大学校（歴史地理学部）を卒業後、在日朝鮮蹴球団でプレー。その間、朝鮮代表として1990 FIFAワールドカップ・アジア予選などに国際Aマッチ20試合に出場した（2得点）。
その後、日本代表監督として対戦した際に金を高く評価していたハンス・オフト監督に誘われて1995年にジュビロ磐田に移籍した。朝鮮代表選手としては初のJリーグ入りとなったが、サルバトーレ・スキラッチや中山雅史などが在籍した磐田での出場は負傷も重なって2試合に留まった。
1996年にコンサドーレ札幌 (現：北海道コンサドーレ札幌) でプレーし、JFLリーグ戦20試合で4ゴールを挙げた。1997年に在日朝鮮蹴球団に復帰し、選手兼任コーチとなり、1998年に現役を引退した。
その後は指導者に転身して、朝鮮大学校サッカー部、セレッソ大阪コーチ、東京朝鮮中高級学校高級部蹴球部監督、朝鮮大学校監督などを歴任。また、2000年にアジアサッカー連盟のB級ライセンス、2011年にJFA 公認S級コーチのライセンスを取得した。
2016年よりFC琉球の監督に就任した。指揮三年目の2018年にはリスク覚悟で攻め続ける攻撃的サッカーを展開すると、第17節で首位浮上して以降独走し、J3リーグを史上最速で優勝、クラブ史上初のJ2昇格を果たした。シーズン終了後、契約満了により退任した。
2019年より、前所属の琉球と共にJ2 昇格した鹿児島ユナイテッドFCの監督に就任。21位に終わり、J3降格が決定。2020年はJ3・4位に終わり、シーズン終了後に鹿児島の監督を退任した。
2021年5月、ガイナーレ鳥取の監督に就任。
2023年6月、ガイナーレ鳥取より監督解任される。
2023年9月、2度目となるFC琉球監督に就任。
2024年11月、FC琉球の監督を契約満了に伴い退任することが発表された。
2025年7月8日、解任された米山篤志の後任としてカマタマーレ讃岐の監督に就任した。

## エピソード
- 元サッカー日本代表選手の李忠成は従甥にあたる[2]。
- ガイナーレ鳥取監督就任会見で母親が鳥取県境港市生まれ米子市出身である事を明らかにしている[14]。

## 所属クラブ
- 1977年 - 1979年 東京朝鮮第二初中級学校(初級部・中級部)
- 1980年 - 1982年 東京朝鮮中高級学校(高級部)[1]
- 1983年 - 1986年 朝鮮大学校[1]
- 1987年 - 1994年 在日朝鮮蹴球団[1]
- 1995年 ジュビロ磐田[1]
- 1996年 コンサドーレ札幌[1]
- 1997年 - 1998年 在日朝鮮蹴球団[1] (※コーチ兼任)

## 個人成績
| 国内大会個人成績 | 国内大会個人成績 | 国内大会個人成績 | 国内大会個人成績 | 国内大会個人成績                     | 国内大会個人成績 | 国内大会個人成績 | 国内大会個人成績 | 国内大会個人成績 | 国内大会個人成績 | 国内大会個人成績 | 国内大会個人成績 |
| 年度             | クラブ           | 背番号           | リーグ           | リーグ戦                             | リーグ戦         | リーグ杯         | リーグ杯         | オープン杯       | オープン杯       | 期間通算         | 期間通算         |
| 年度             | クラブ           | 背番号           | リーグ           | 出場                                 | 得点             | 出場             | 得点             | 出場             | 得点             | 出場             | 得点             |
| 日本             | 日本             | 日本             | 日本             | リーグ戦                             | リーグ戦         | リーグ杯         | リーグ杯         | 天皇杯           | 天皇杯           | 期間通算         | 期間通算         |
| ---------------- | ---------------- | ---------------- | ---------------- | ------------------------------------ | ---------------- | ---------------- | ---------------- | ---------------- | ---------------- | ---------------- | ---------------- |
|                  | 在日朝鮮蹴球団   | -                | -                |                                      |                  | -                | -                | -                | -                |                  |                  |
| 1995             | 磐田             | -                | J                | 2                                    | 0                | -                | -                | 0                | 0                | 2                | 0                |
| 1996             | 札幌             | 45               | 旧JFL            | 20                                   | 4                | -                | -                | 2                | 2                | 22               | 6                |
| 通算             | 日本             | 日本             | J                | 2                                    | 0                | -                | -                | 0                | 0                | 2                | 0                |
| 通算             | 日本             | 日本             | 旧JFL            | 20                                   | 4                | -                | -                | 2                | 2                | 22               | 6                |
| 総通算           | 総通算           | 総通算           | 総通算           | \|\|\|\|colspan=2\|-\|\|\|\|\|\|\|\| |                  |                  |                  |                  |                  |                  |                  |

- Jリーグ初出場 - 1995年4月8日 1st第7節 ベルマーレ平塚戦（平塚競技場）

## 代表歴

### 出場大会
- 朝鮮民主主義人民共和国代表
  - 1990 FIFAワールドカップ・アジア予選[1]
  - 1990年アジア競技大会におけるサッカー競技[1]
  - ダイナスティカップ1992[1]
  - AFCアジアカップ1992[1]

### 試合数
- 国際Aマッチ 8試合 2得点（1990年-1992年）[15]

| 北朝鮮代表 | 国際Aマッチ | 国際Aマッチ |
| 年         | 出場        | 得点        |
| ---------- | ----------- | ----------- |
| 1990       | 2           | 0           |
| 1991       | 0           | 0           |
| 1992       | 6           | 2           |
| 通算       | 8           | 2           |

## 指導歴
- 1997年 - 1999年 在日朝鮮蹴球団 コーチ (1997年 - 1998年は選手兼任)
- 2000年 - 2001年 朝鮮大学校サッカー部 コーチ[1]
- 2000年 - 2001年 日本全国の朝鮮学校蹴球部 巡回コーチ
- 2002年 - 2003年 セレッソ大阪 サテライトコーチ・ヘッドコーチ[1]
- 2004年 - 2009年 東京朝鮮高校サッカー部 監督[1]
- 2010年 - 2014年 朝鮮大学校サッカー部
  - 2010年 - 2012年 監督[1]
  - 2013年 - 2014年 総監督[1]
- 2012年 47FAインストラクター（東京都）[1]
- 2013年 東京トレセン U-15コーチ[1]
- 2014年 東京トレセン U-13コーチ[1]
- 2015年 - 2018年 FC琉球
  - 2015年 アカデミーダイレクター兼ジュニアユース監督[1]
  - 2016年 - 2018年 トップチーム 監督
- 2019年 - 2020年 鹿児島ユナイテッドFC 監督
- 2021年5月 - 2023年6月 ガイナーレ鳥取 監督
- 2023年9月 - 2024年 FC琉球 監督
- 2025年7月 - カマタマーレ讃岐 監督
- 朝鮮民主主義人民共和国代表コーチ
  - AFCチャレンジカップ2010[1]
  - AFCアジアカップ2011[1]
  - AFC U-19選手権2014[1]
  - 2015 FIFA U-20ワールドカップ[1]

## 監督成績
| 年度   | クラブ | 所属   | リーグ戦 | リーグ戦 | リーグ戦 | リーグ戦 | リーグ戦 | リーグ戦 | カップ戦   | カップ戦 |
| 年度   | クラブ | 所属   | 順位     | 勝点     | 試合     | 勝       | 分       | 敗       | ルヴァン杯 | 天皇杯   |
| ------ | ------ | ------ | -------- | -------- | -------- | -------- | -------- | -------- | ---------- | -------- |
| 2016   | 琉球   | J3     | 8位      | 44       | 30       | 12       | 8        | 10       | -          | 2回戦    |
| 2017   | 琉球   | J3     | 6位      | 50       | 32       | 13       | 11       | 8        | -          | 1回戦    |
| 2018   | 琉球   | J3     | 優勝     | 66       | 32       | 20       | 6        | 6        | -          | 1回戦    |
| 2019   | 鹿児島 | J2     | 21位     | 40       | 42       | 11       | 7        | 24       | -          | 2回戦    |
| 2020   | 鹿児島 | J3     | 4位      | 58       | 34       | 18       | 4        | 12       | -          | -        |
| 2021   | 鳥取   | J3     | 12位     | 22       | 21       | 7        | 1        | 13       | -          | 2回戦    |
| 2022   | 鳥取   | J3     | 12位     | 41       | 34       | 12       | 5        | 17       | -          | 1回戦    |
| 2023   | 鳥取   | J3     | 18位     | 15       | 14       | 3        | 6        | 5        | -          | 1回戦    |
| 2023   | 琉球   | J3     | 17位     | 15       | 11       | 4        | 3        | 4        | -          | -        |
| 2024   | 琉球   | J3     | 14位     | 47       | 38       | 12       | 11       | 15       | 3回戦      | 県予選   |
| 2025   | 讃岐   | J3     | 位       |          |          |          |          |          |            |          |
| 通算   | 日本   | J2     | -        | -        | 42       | 11       | 7        | 24       | -          | -        |
| 通算   | 日本   | J3     | -        | -        | 246      | 101      | 55       | 90       | -          | -        |
| 総通算 | 総通算 | 総通算 | -        | -        | 288      | 112      | 62       | 114      | -          | -        |

- 2021年は第8節から指揮。
- 2023年(鳥取)は第14節まで指揮。
- 2023年(琉球)は第28節から指揮。
- 2025年(讃岐)は第20節から指揮。
- 順位は退任時またはシーズン終了時の順位。

## タイトル

### 指導者時代
FC琉球
- J3リーグ：1回（2018年)

個人
- J3リーグ優勝監督賞：1回（2018年）
- J3リーグ月間優秀監督賞：1回（2020年12月）